# Grand Prix Francie 1973
Grand Prix Francie 1973 (oficiálně LVIX Grand Prix de France) se jela na okruhu Circuit Paul-Ricard v Le Castellet, Var ve Francii dne 1. července 1973. Závod byl osmým v pořadí v sezóně 1973 šampionátu Formule 1.

## Závod
| Poř.   | No. | Jezdec               | Konstruktér       | Počet kol | Čas/Odstoupení      | Pořadí na startu | Body |
| ------ | --- | -------------------- | ----------------- | --------- | ------------------- | ---------------- | ---- |
| 1      | 2   | Ronnie Peterson      | Lotus-Ford        | 54        | 1:41:36.52          | 5                | 9    |
| 2      | 6   | François Cevert      | Tyrrell-Ford      | 54        | + 40.92             | 4                | 6    |
| 3      | 10  | Carlos Reutemann     | Brabham-Ford      | 54        | + 46.48             | 8                | 4    |
| 4      | 5   | Jackie Stewart       | Tyrrell-Ford      | 54        | + 46.93             | 1                | 3    |
| 5      | 3   | Jacky Ickx           | Ferrari           | 54        | + 48.90             | 12               | 2    |
| 6      | 27  | James Hunt           | March-Ford        | 54        | + 1:22.54           | 14               | 1    |
| 7      | 4   | Arturo Merzario      | Ferrari           | 54        | + 1:29.19           | 10               |      |
| 8      | 7   | Denny Hulme          | McLaren-Ford      | 54        | + 1:29.53           | 6                |      |
| 9      | 21  | Niki Lauda           | BRM               | 54        | + 1:45.76           | 17               |      |
| 10     | 12  | Graham Hill          | Shadow-Ford       | 53        | + 1 kolo            | 16               |      |
| 11     | 20  | Jean-Pierre Beltoise | BRM               | 53        | + 1 kolo            | 15               |      |
| 12     | 19  | Clay Regazzoni       | BRM               | 53        | + 1 kolo            | 9                |      |
| 13     | 24  | Carlos Pace          | Surtees-Ford      | 51        | + 3 kola            | 18               |      |
| 14     | 25  | Howden Ganley        | Iso-Marlboro-Ford | 51        | + 3 kola            | 24               |      |
| 15     | 29  | Rikky von Opel       | Ensign-Ford       | 51        | + 3 kola            | 25               |      |
| 16     | 11  | Wilson Fittipaldi    | Brabham-Ford      | 50        | + 4 kola            | 19               |      |
| Ret    | 8   | Jody Scheckter       | McLaren-Ford      | 43        | Poškození po kolizi | 2                |      |
| Ret    | 1   | Emerson Fittipaldi   | Lotus-Ford        | 41        | Kolize              | 3                |      |
| Ret    | 23  | Mike Hailwood        | Surtees-Ford      | 29        | Únik oleje          | 11               |      |
| Ret    | 9   | Andrea de Adamich    | Brabham-Ford      | 28        | Hřídel              | 13               |      |
| Ret    | 15  | Reine Wisell         | March-Ford        | 20        | Přehřátí            | 22               |      |
| Ret    | 16  | George Follmer       | Shadow-Ford       | 16        | Palivový systém     | 20               |      |
| Ret    | 26  | Henri Pescarolo      | Iso-Marlboro-Ford | 16        | Přehřátí            | 23               |      |
| Ret    | 14  | Jean-Pierre Jarier   | March-Ford        | 7         | Hřídel              | 7                |      |
| Ret    | 17  | Jackie Oliver        | Shadow-Ford       | 0         | Spojka              | 21               |      |
| Zdroj: |     |                      |                   |           |                     |                  |      |

## Průběžné pořadí po závodě
Pohár jezdců
|        | Pořadí | Jezdec             | Body |
| ------ | ------ | ------------------ | ---- |
| 1      | 1      | Jackie Stewart     | 42   |
| 1      | 2      | Emerson Fittipaldi | 41   |
|        | 3      | François Cevert    | 31   |
| 2      | 4      | Ronnie Peterson    | 19   |
| 1      | 5      | Denny Hulme        | 19   |
| Zdroj: |        |                    |      |

Pohár konstruktérů
|        | Pořadí | Konstruktér  | Body    |
| ------ | ------ | ------------ | ------- |
| 1      | 1      | Lotus-Ford   | 52 (56) |
| 1      | 2      | Tyrrell-Ford | 51 (55) |
|        | 3      | McLaren-Ford | 26      |
|        | 4      | Ferrari      | 12      |
|        | 5      | Brabham-Ford | 11      |
| Zdroj: |        |              |         |